# Wydział Budownictwa Uniwersytetu Technicznego w Koszycach
Wydział Budownictwa Politechniki Koszyckiej został założony 20 lutego 1977.  Dziekanem Wydziału jest doc. dr Vincent Kvočák (2012).

## Katedry Wydziału[3]
- Katedra konstrukcji stalowych i drewnianych
- Katedra konstrukcji betonowych i murowanych
- Katedra geotechniki i budowy dróg
- Katedra mechaniki budowli
- Laboratorium inżynierii lądowej i wodnej
- Katedra architektury i budownictwa
- Katedra fizyki budowli
- Katedra sprzętu technicznego budowli
- Laboratorium inżynierii lądowej
- Katedra inżynierii środowiska
- Katedra inżynierii materiałowej
- Laboratorium materiałów i inżynierii środowiska
- Katedra technologii budowlanej
- Katedra matematyki stosowanej
- Laboratorium technologii i zarządzania w budownictwie